# 三石温泉
三石温泉（みついしおんせん）は、北海道三石郡三石町（現、日高郡新ひだか町三石地区 ）にある温泉。

## 泉質
みついし昆布温泉 蔵三の泉質
- 冷鉱泉
  - 源泉温度10.4℃
  - 無色・無味・無臭

## 温泉地
かつては「三石町老人福祉センター 三石温泉」があったが、建物の老朽化のため閉鎖された。
日帰り入浴施設と宿泊施設を兼ねたみついし昆布温泉 蔵三が1軒が存在する。

## 歴史
- 1979年-開湯。「三石温泉老人福祉センター」および宿である「三石温泉はまなす荘」開設
- 時期不詳-宿として機能していた「三石温泉はまなす荘」閉鎖。宴会開場はそのまま営業。
- 2005年-建て替えが行なわれ「三石温泉老人福祉センター」は閉鎖。源泉を活用し、道の駅みついしに隣接した場所に「みついし昆布温泉 蔵三」をオープンする。

## アクセス
- 鉄道：日高本線日高三石駅よりバスで約15分。